# Олдеберкоп
Олдеберкоп (нід. Oldeberkoop, нід. вимова: [ˌɔldəbəɾˈkoːp]) — село в нідерландській провінції Фрисландія. Входить до муніципалітету Остстеллінгверф.
Його площа становить 18,34км², а населення станом на 2021 рік складало 1 570 осіб.

## Галерея

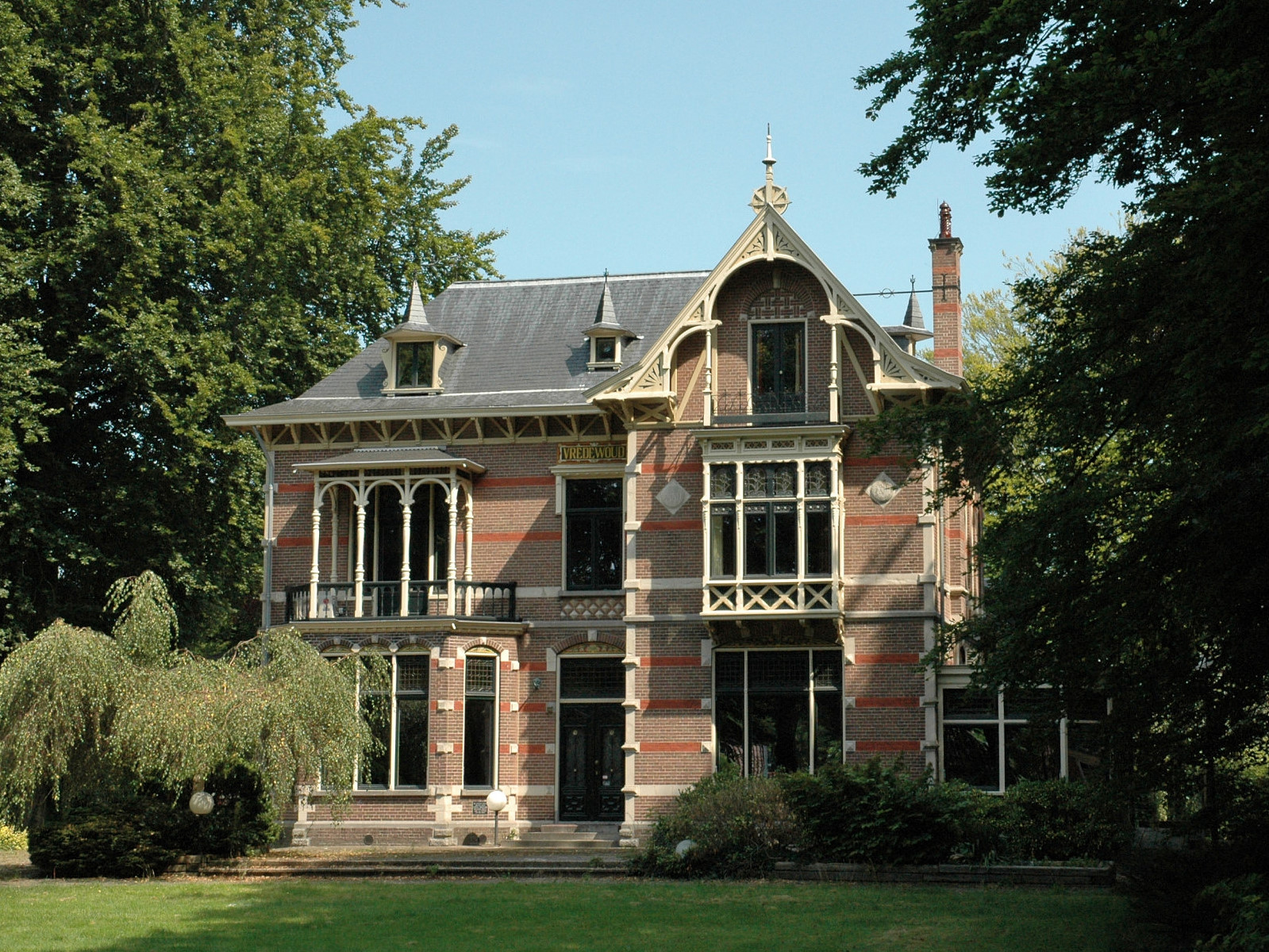
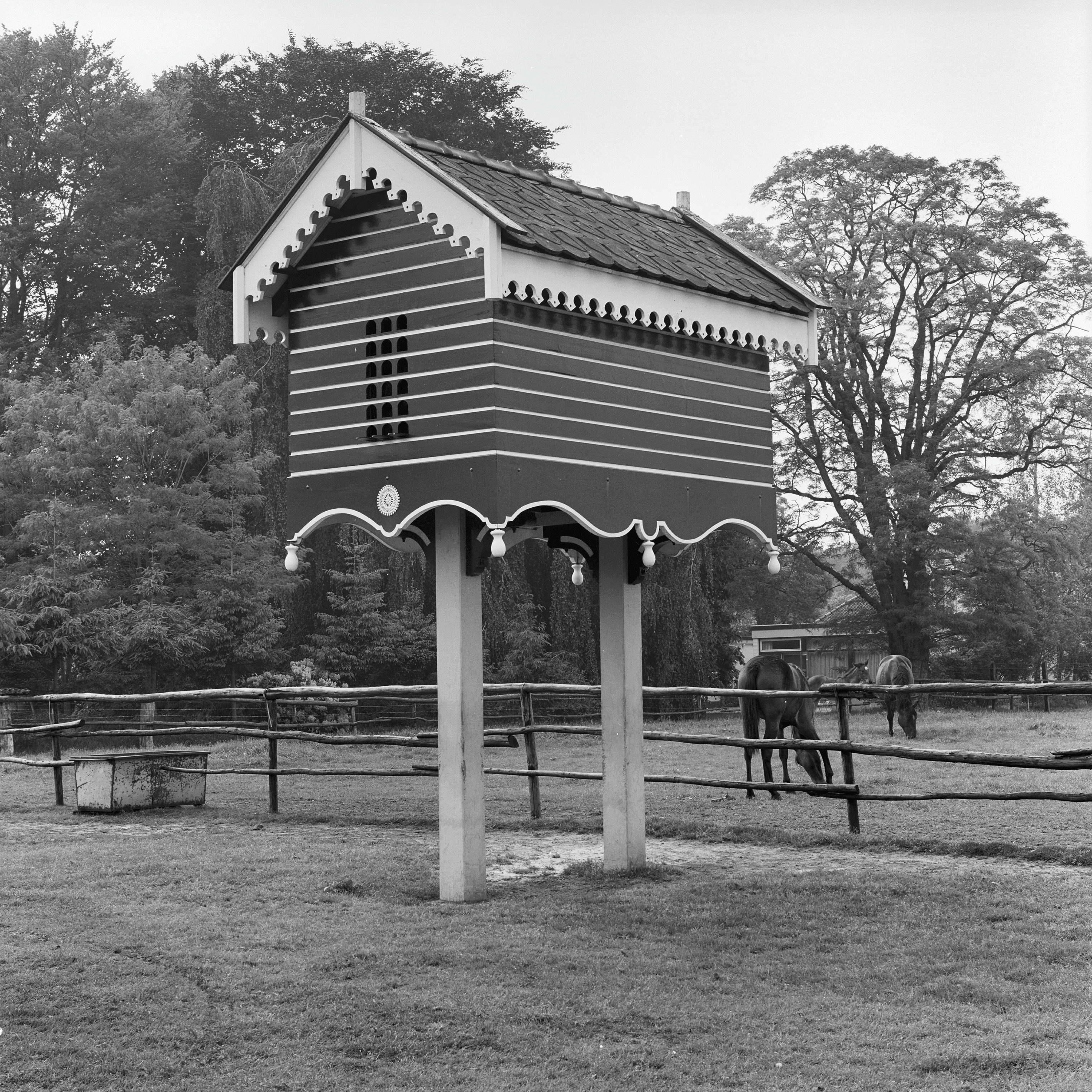
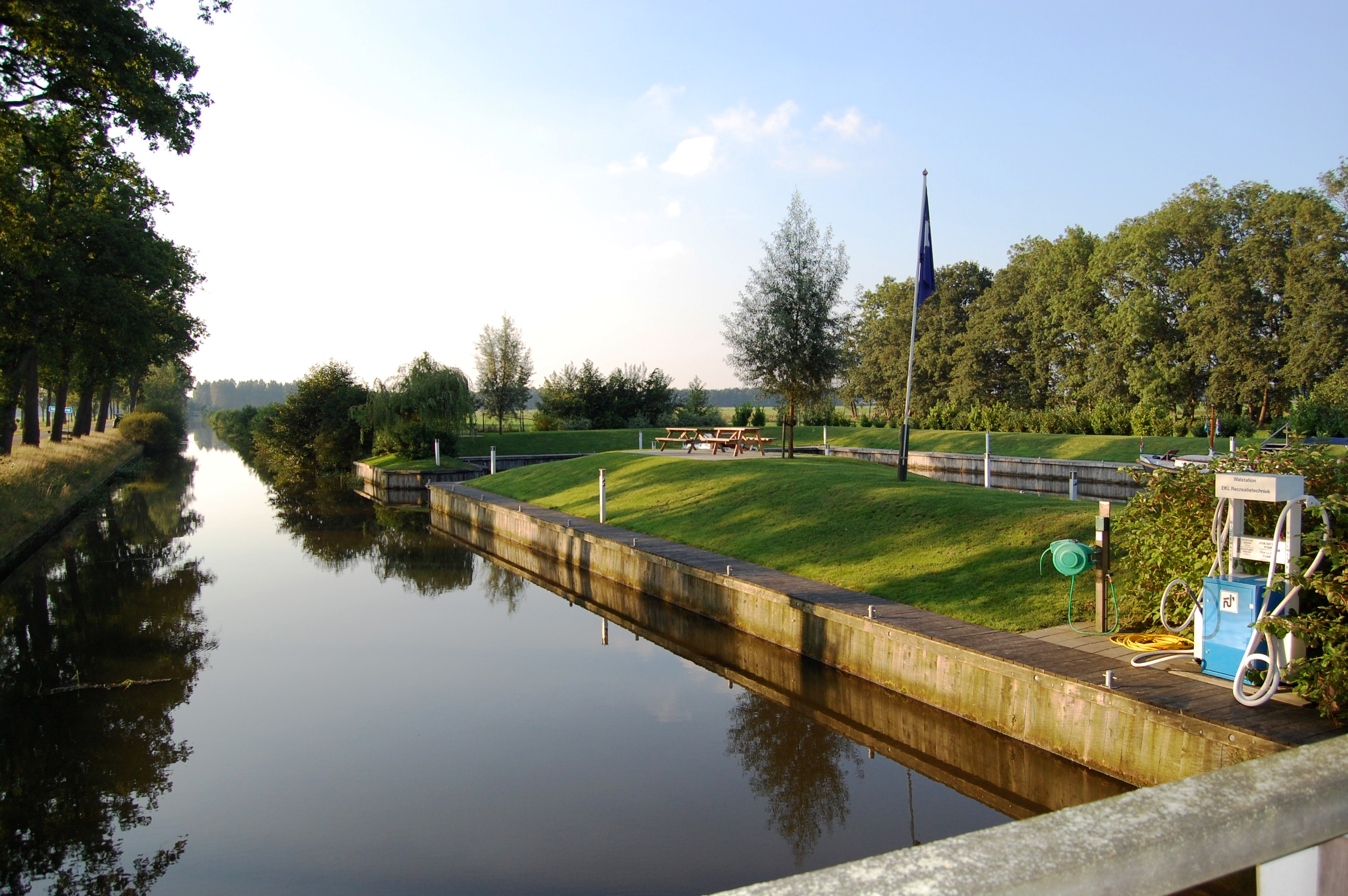
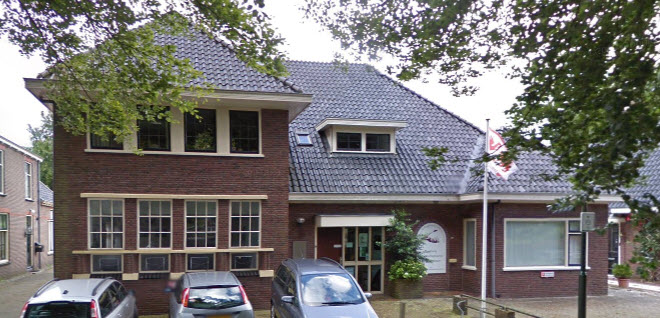